# روب (استرالیای جنوبی)
روب (به انگلیسی: Robe) یک شهرک در ایالت استرالیای جنوبی است که در District Council of Robe واقع شده‌است.